# Green Island (Witless Bay)
Green Island is een onbewoond eiland van 6,65 hectare dat deel uitmaakt van de Canadese provincie Newfoundland en Labrador. Het eiland bevindt zich in de Atlantische Oceaan, vlak voor de oostkust van Newfoundland.

## Geografie
Green Island ligt voor de oostkust van het schiereiland Avalon in het uiterste zuidoosten van Newfoundland. Het eiland ligt 1,25 km ten zuidoosten van Witless Point, de kaap die de zuidgrens van Witless Bay aangeeft. Ruim anderhalve kilometer ten noorden ervan ligt voorts het meer dan tien maal grotere Gull Island.
Het eiland bereikt een hoogte van 48 meter boven de zeespiegel. Pal ten westen ervan liggen enkele rotsen en klippen die bekend staan als Bird Rocks.

## Ecologisch Reservaat
Green Island maakt tezamen met drie naburige eilanden (waaronder Gull Island) deel uit van Witless Bay Ecological Reserve. De vier eilanden zijn beschermd vanwege hun uitzonderlijk belang als broedplaats voor allerhande zeevogels. Samen vormen ze zowel de grootste papegaaiduikerkolonie van Noord-Amerika als de op een na grootste kolonie van vale stormvogeltjes ter wereld.

## Zie ook

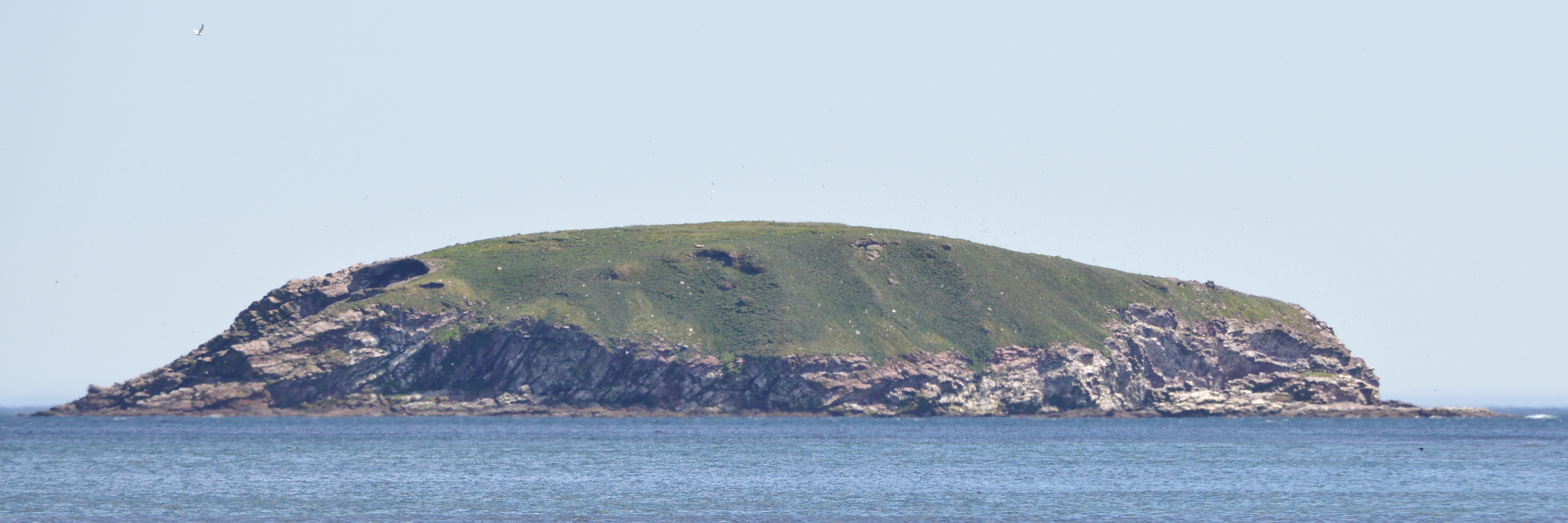
Zicht op Green Island